# إذاعة أم درمان

صورة للمذيع علي شمو وهو يساعد الرئيس الاسبق ابراهيم عبود لاذاعة بيان هام من اذاعة ام درمان ستينات القرن الماضي

لإذاعة أم درمان تم يؤثر التحول المتسارع إلى "رقمنة البث" على مكانة الراديو التقليدي في الريف السوداني حيث لا يزال الملايين هناك يعتمدون عليه كمصدر رئيسي لمتابعة الأخبار والاستماع للأغاني والمسلسلات والأحداث الرياضية.

## بدايات التأسيس

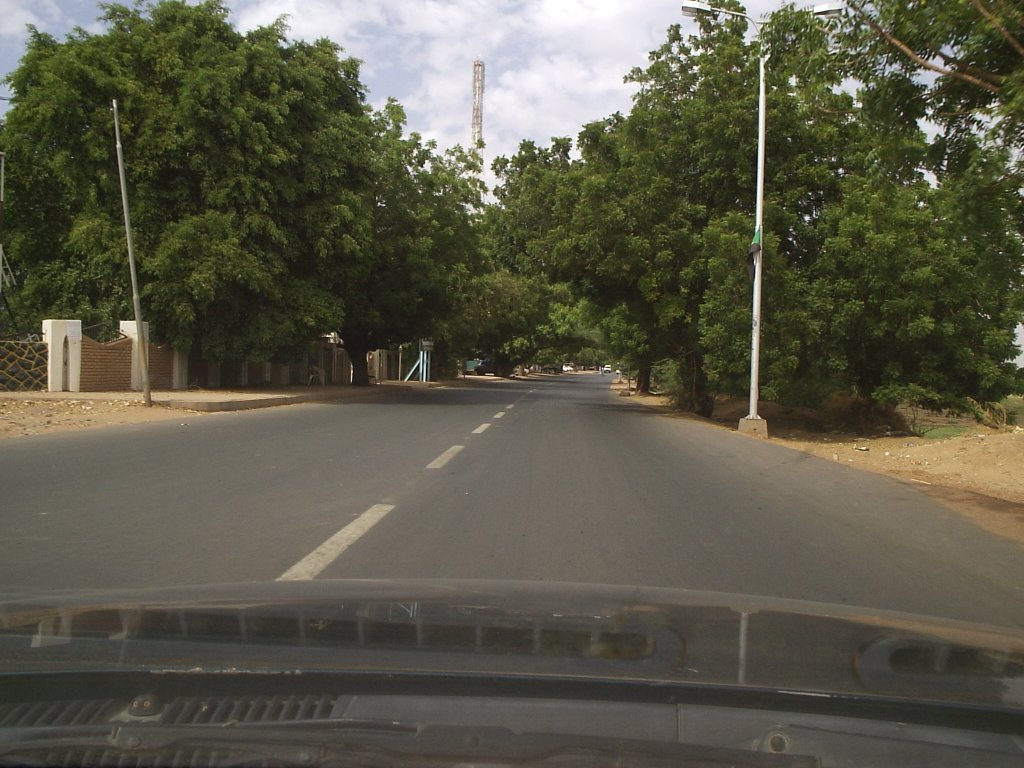
شارع اذاعة امدرمان (شارع الايثاء)

أنشئت الإذاعة السودانية في أول أبريل 1940 م إبان الحرب العالمية الثانية من المال المخصص للدعاية للحلفاء في حربهم مع دول المحور واختيرت لها غرفة صغيرة بمباني البوستة القديمة بأم درمان وقد وزعت مكبرات الصوت في بعض ساحات ام درمان الكبيرة لتمكن أكبر عدد من المواطنين بمدينة ام درمان من الاستماع إلى الإذاعة التي كانت تبث نصف ساعة يومياً. 
بعد أن وضعت الحرب أوزارها أوقف الحلفاء الميزانية التي كانت تخصصه للدعاية وكادت أن تتوقف الإذاعة وهنا تدخل مستر (ايفانس) وحصل على تصديق ميزانية الإذاعة من السلطات الاستعمارية في البلاد وبذلك أصبحت ميزانيتها تابعة لأول مرة لحكومة السودان حتى تكون بوقاً للاستعمار وحرباً على الاتجاهات الوطنية الناشئة في ذلك الحين والداعية إلى التحرر وحق تقرير المصير وظل الحال هكذا إلى آن وقعت اتفاقية القاهرة في 13 فبراير 1953 م والتي نال السودان استقلاله بمقتضاها فيما بعد.

## أوّل البرامج والمذيعين
كانت الإذاعة في بداية عهدها ترسل لمدة نصف ساعة يومياً من الساعة السادسة مساء إلى السادسة والنصف مساء وكانت تقدم خلال نصف الساعة هذه تلاوة من القرآن الكريم ونشرة خاصة بالحرب واغنية سودانية بواسطة مكبرات الصوت للجمهور الذي كان يقف أمام مبنى البوستة بأم درمان.
في عام 1940 م عين أول مذيع رسمي ليشرف على برنامج لا يتجاوز الخمسين دقيقة يقدم ثلاث مرات في الأسبوع وبرنامج إضافي لمدة ربع ساعة يقدم في بقية أيام الأسبوع وهو الأستاذ (عبيد عبد النور) وذلك بعد أن كان يتولى العمل في الإذاعة عدد من المتطوعين ولكن لفتت إذاعة (هنا ام درمان) انتباه المواطنين إليها في هذه الفترة وقد وزعت الراديو هات في الأماكن العامة.

## بدايات التحول والتوسع
وفي سنة 1942 م انتقلت الإذاعة من مبنى بوستة أم درمان القديمة إلى منزل بالإيجار بأم درمان غرب مدرسة الدايات بأم درمان وبدأت تذيع على موجة متوسطة هي 524 متراً وتوسع البرنامج بعد ذلك إلى ساعة كاملة يومياً.. ثم ادخل البرنامج الإنجليزي وبرنامج آخر خاص بالقوات المحاربة وكانت كلها برامج موجهة لخدمة أهداف تخص الاستعمار الجاثم على صدر الآمة السودانية آنذاك ويلاحظ آن الدوبيت قد ادخل ضمن مواد الإذاعة في هذه المرحلة للحديث عن الحرب وفي 1943 م أدخلت الموجة القصيرة 31 متراً على الإرسال الإذاعي.
وهكذا أخذت الإذاعة تقدم خطوة حسب ما أتيح لها من إمكانيات حتى كان شهر مارس 1954 م حين تربعت على كرسى الحكم أول حكومة وطنية فبدأت تعمل من أجل السودان وحده جملة وتفصيلاً وأخذت تؤدى رسالتها الهامة في ذلك الحين من أجل تثبيت أركان الاستقلال والصمود بقوة أمام العواصف آلتي آنت تثار حوله وكان موقف الإذاعة من أبرز العوامل آلتي آدت إلى صيانة حق السودان في حريته وعزته وكرامته.
وعندما بدأت الإذاعة لأول مرة لم تكن هناك تسجيلات بل كانت كل المواد تنقل رأساً على المايكرفون وفي عام 1949 م ادخل لأول مرة نظام التسجيل على الاسطوانات واستفيد منه في تسجيل الأغاني في أول الأمر ثم الأحاديث والتمثيليات والبرامج. واستمر الحال هكذا إلى أن شيدت استديوهات الإذاعة الحالية في عام 1957 م فبدأ استخدام الشريط المغناطيسى لأول مرة.

## الإذاعات الموجهة

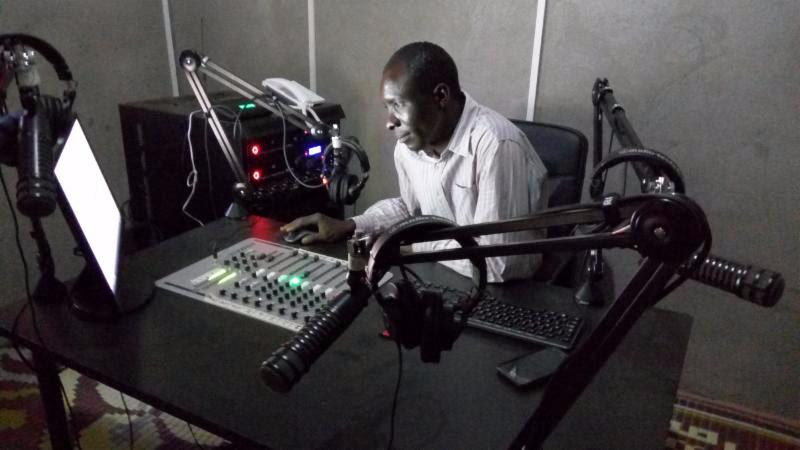

بعد مسيرة طويلة في طريق التطور، شرعت الإذاعة السودانية في تأسيس عدد من الإذاعات الموجهة بجانب الإذاعة الأم، وكانت على النحو التالي:

## 1- إذاعة ركن الجنوب
في العاشر من شهر يوليو عام 1969 م تم تحويل ركن الجنوب من برنامج خاص لا يزيد زمنه عن 40 دقيقة يذاع على موجات البرنامج العام إلى اذاعة كاملة قائمة بذاتها وتبث على موجات منفصلة وتستمر لمدة ثلاث ساعات وكان أول عهد لتنظيم ركن الجنوب كبرنامج موجه للمديريات الجنوبية هو عام 1955 م عقب التمرد المشئوم الذي حدث في جنوب السودان وكانت تذاع من قبل بعض المواد باللهجات المحلية للجنوب من خلال البرنامج العام.

## 2- إذاعة البرنامج الانجليزى
نشأ الرنامج الانجليزى كبرنامج قائم بذاته يذاع على موجات البرنامج العام في عام 1955 م وكان زمنه آنذاك نصف ساعة تقدم خلالها نشرة أخبارية باللغة الإنجليزية وموسيقى وأغاني أوروبية.. إلا أن اذاعة المواد باللغة الإنجليزية خلال البرنامج العام يعود إلى الماضي البعيد إذ انه منذ عام 1942 م كانت تذاع الأخبار والأحاديث باللغة الإنجليزية بين فترات البرنامج العربي العام ومنذ قيام الإذاعة الموجهة للمديريات الجنوبية في العاشر من يونيو عام 1969 م ادمج البرنامج الانجليزى في هذه الإذاعة وأصبحت المواد المعدة باللغة الإنجليزية تذاع جنباً إلى جنب مع مواد اللهجات المحلية بجنوب البلاد والمواد العربية، كما تقدم نشرة باللغة الإنجليزية.

## 3- إذاعة البرنامج الفرنسي
في أغسطس عام 1965 م ادخل البرنامج الفرنسي لمدة نصف ساعة مرتين في الأسبوع وقد قدمت خلاله نشرة للأخبار وموسيقى وأغاني فرنسية إلا أن البرنامج قد اوقف في منتصف عام 1966 م بسبب ضعف الإرسال وتجرى الاستعدادات الآن لإعادة هذا البرنامج وإنشاء برامج أخرى باللغات الهامة وفي مقدمتها برنامج السواحيلى وذلك وفق خطة التوسع المطروحة الآن للتنفيذ.

## 4- إذاعة المغتربين
انشئت اذاعة للمغتربين على موجة متوسطة وثلاث موجات قصيرة لربط المغتربين السودانيين بأرض الوطن.

## 5- اذاعة جوبا

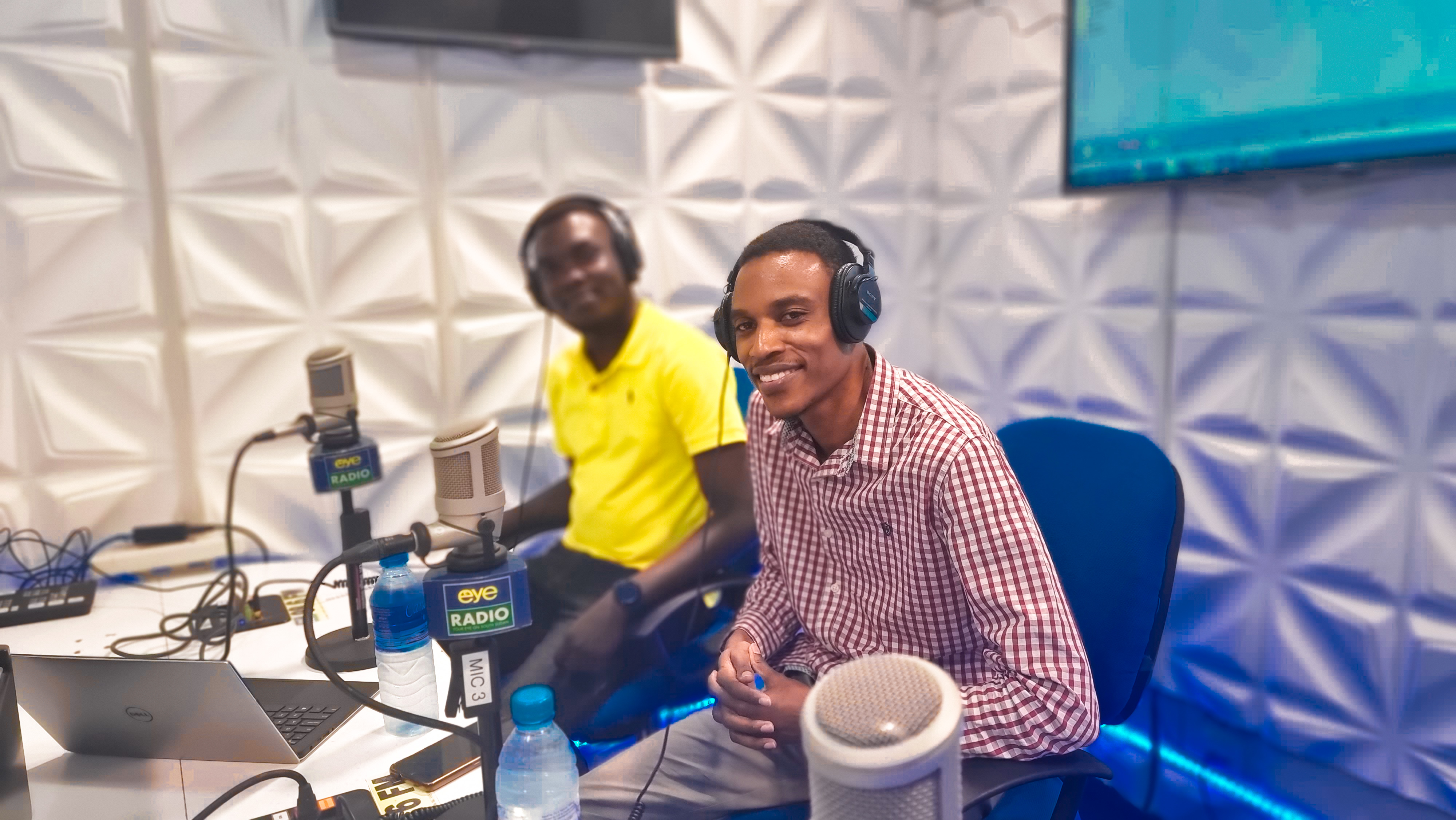
ضيوف في إذاعة عين راديو جوبا.

افتتحت في الخامس عشر من ديسمبر عام 1962 م محطة محلية بجوبا تذيع على موجه قصيرة طولها خمسون متراً وقد كانت مسموعة بوضوح في جميع أنحاء المديريات الجنوبية الثلاث وكذلك داخل الدول المجاورة للحدود الجنوبية وكانت تذيع لمدة ثلاث ساعات يومياً من الساعة الثانية بعد الظهر حتى الساعة الخامسة مساء وتقدم في يومى الأحد والجمعة برنامجاً اضافياً يبدأ في الساعة العشرة ويستمر حتى الساعة الثانية عشرة بعد الظهر كما تقدم سهرة يومى السبت والخميس لمدة ساعتين من السابعة حتى التاسعة مساء كما كانت تمد فترة البث أثناء المناسبات القومية وقد توقفت هذه الإذاعة عن البث في فبراير 1965 م على أساس القرار القاضي بتركيز العمل من الإذاعة الام بأم درمان.

## 6- إذاعة القرآن الكريم
تم افتتاح محطة القرآن الكريم في الخامس عشر من أكتوبر عام 1970 م كأذاعة قائمة بذاتها لمدة ساعتين في الساعة التاسعة حتى الساعة الحادية عشرة مساء وفي الخامس من يوليو عام 1971 م تم تعديل في موعد إرسال المحطة فأخذت تبث برامجها الثالثة بعد الظهر حتى الخامسة مساء وتقدم المحطة ارسالاً اضافياً في يوم الجمعة من الساعة العشرة إلى الساعة الثانية عشرة.

## 7- اذاعة الوحدة الوطنية
بعد إعلان اتفاقية اديس ابابا وتنفيذ بنودها بالكامل وتحقيق الوحدة الوطنية بين الإقليم الجنوبي وسائر أجزاء القطر وبعد قيام الإذاعة الإقليمية بجوبا عاصمة الإقليم الجنوبي من إعادة النظر في البرنامج الموجة من اذاعة ام درمان وإلى الجنوب واستبداله بخدمة اذاعية جديدة تخدم الشمال والجنوب في وقت واحد وكان انسب اسم لهذه الخدمة الجديدة هو اذاعة الودة الوطنية وبالفعل اوقف البرنامج الموجة للإقليم الجنوبي وبدات اذاعة الوحدة الوطنية ارسالها في اليوم الحادي عشر من أكتوبر 1976 م بمناسبة الاحتفال بعيد الجمهورية لخدمة أهداف الوحدة الوطنية وزيد زمنها من ثلاث ساعات إلى ست ساعات واستوعبت ضمن برامجها الصيغة المحلية البحتة والابتعاد تماماً عن المواد غير السودانية.

## 8- اذاعة صوت الامة السودانية
يوم الاثنين 11/ فبراير 1977 م ومن خلال برنامج بين الشعب والقائد الذي يقدمه السيد رئيس الجمهورية (اللقاء الشهرى) اقترح أحد المواطنين على السيد رئيس الجمهورية في رسالة كتبها له لتغيير اسم اذاعة الوحدة الوطنية إلى اذاعة صوت الأمة ووجد اقتراح الموطن قبولاً من السيد الرئيس ووجه على الفور ومن خلال البرنامج بتغيير اسم اذاعة الوحدة الوطنية إلى اذاعة صوت الأمة السودانية ومن ذلك التأريخ 11/فبراير 1977 م صارت هذه الخدمة الجديدة تحمل اسم اذاعة صوت الأمة السودانية.

## 9- الإذاعة الموجهة للصومال
في يوليو 1967 م تم الاتفاق بين اذاعة ام درمان واذاعة الصومال على أن تقدم اذاعة ام درمان برنامجها أسبوعياً بعنوان من امدرمان إلى مقديشو لمدة نصف ساعة وان تقدم اذاعة الصومال برنامجاً مماثلاً يسمى من مقديشو إلى ام درمان.

## قائمة بالمديرين الذين تعاقبوا على إدارة الإذاعة
مستر فنش دوسون
حسين طه زكي
ودالسر الفكي
متولي عيد
محمود الفكي
محمد عبد الرحمن الخانجى
خاطر أبو بكر
الصاغ التاج حمد
متولي عيد
أبو عاقلة يوسف
محمد صالح فهمي
طه عبد الرحمن
محمد العبيد
أحمد عبد الله العمرابى
عبد الواحد عبد الله
التجانى الطيب
محمد خوجلي صالحين
محمود أبو العزائم
محمد سليمان بشير
صالح محمد صالح
الخاتم عبد الله
السيد حديد السراج
صلاح الدين الفاضل
عوض جادين محي الدين
معتصم فضل عبد القادر

## وصلات خارجية
- موقع الإذاعة
- فلم وثائقي عن اذاعة امدرمان